# Pawel Grigorjewitsch Jegorow

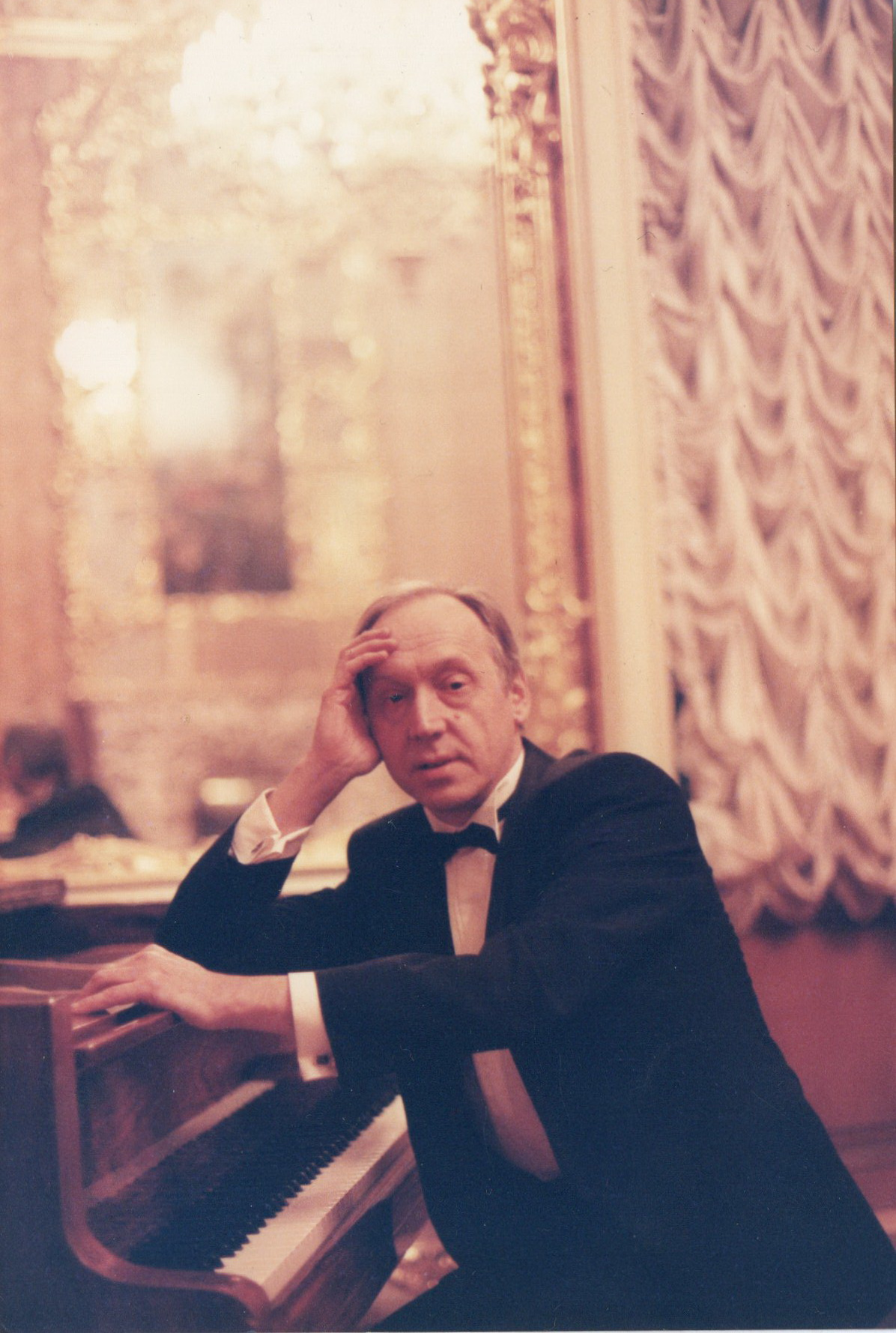
Pawel Grigorjewitsch Jegorow, 2017

Pawel Grigorjewitsch Jegorow (englisch: Pavel Grigorievich Egorov, russisch Павел Григорьевич Его́ров; * 8. Januar 1948 in Leningrad; † 15. August 2017 in Sankt Petersburg) war ein russischer Pianist, Musikpädagoge und Musikforscher.

## Leben und Werk
Jegorow studierte am Staatlichen Moskauer P.-I.-Tschaikowski-Konservatorium bei Tatjana Nikolaeva und Vera Gornostaeva. An diesem Institut graduierte er im Jahr 1975 als Pianist. Seit 1976 lebte und arbeitete er in Leningrad. Er verband seine Lehr- mit seiner internationalen Konzerttätigkeit. Seit 1980, nach dem Abschluss weitergehender Studien, wirkte er am Sankt Petersburger Konservatoriums als Professor für Klavier. Zu seinen Schülern gehörten Andrei Nikolsky, Sergei Pashkevich, Olga Radvilovich, Inga Dzekzer, Dmitry Efimov, Alexander Selitser und Elena Lebedeva. In den letzten Jahren engagierte sich Jegorow stark an der speziellen Musikschule Lyceum des Sankt Petersburger Konservatoriums.
Pawel Jegorow gewann 1974 – noch vor dem Abschluss seines Studiums am Moskauer Konservatorium – den Robert-Schumann-Wettbewerb in Zwickau. Zur selben Zeit gab er seine Debüts in den Konzerthallen des Moskauer und des Sankt Petersburger Konservatoriums. Jegorow gab über 3000 Konzerte nahezu in allen europäischen Ländern, ebenso in Kanada, China und Japan. Er leitete Meister-Klassen in Süd-Korea, Taiwan, Italien, Holland und Schweden. Jegorow hat mehr als 40 solistische, kammermusikalische und symphonische Tonaufnahmen für Labels wie Meldoia, Sony, HWA EUM und Intermusica eingespielt. Jegorow wirkte als Gutachter bei internationalen Klavierwettbewerben mit. In Sankt Petersburg war Jegorow Organisator und Leiter von internationalen „Schumann Abenden“ und „Brahms Tagen“, die beide von der Sankt Petersburger Philharmonischen Gesellschaft durchgeführt wurden.
Jegorow arbeitete auch als Musikforscher und wissenschaftlicher Autor. Er war der Herausgeber der 7-bändigen, ersten kompletten, russischen Ausgabe der Schumann-Werke (Leningrad 1986). Ebenso hat er als erster eine russische Ausgabe des Wohltemperierten Klaviers von Johann Sebastian Bach herausgegeben (Sankt Petersburg 2001) sowie alle Beethoven Klaviersonaten (Sankt Petersburg 2003). Er war Mitglied der Internationalen Schumann Gesellschaft in Düsseldorf und der Sankt Petersburger Philharmonischen Gesellschaft. Im Jahr 1989 erhielt Pawel Jegorow den Robert-Schumann-Preis der Stadt Zwickau. 2003 erhielt er den Orden für kulturelle Verdienste des polnischen Staates. 2007 wurde er für den Zweig Erziehung und Wissenschaftsentwicklung in die russische Akademie der Wissenschaften berufen. Im August 2017 erlag Pawel Jegorow einem Krebsleiden.